# Лугинин, Владимир Фёдорович
Вла́димир Фёдорович Луги́нин (20 мая [1 июня] 1834, Москва — 13 [26] октября 1911, Париж) — русский физико-химик, профессор Московского университета, основатель первой в России термохимической лаборатории.

## Биография
Родился 20 мая (1 июня) 1834 года в Москве, в усадьбе Лугининых у Спаса на Песках, то есть по соседству с тем местом, где сейчас расположен Спасо-Хаус. Сын полковника Генерального штаба, помещика Ветлужского уезда Костромской губернии Фёдора Николаевича Лугинина (25 декабря 1804 [6 января 1805] — 31 августа [12 сентября] 1884) и Варвары Петровны (29 октября [10 ноября] 1813 — 4 [16] января 1891), урождённой Полуденской. Был старшим ребёнком в семье. Кроме него ещё были братья Святослав (1837—1866) и Юрий (1841—1887), а также сестра Мария (1842—1912), в замужестве Безак.
Получил хорошее домашнее образование, некоторое время его домашним учителем был Г. А. Траутшольд. Несмотря на блестящую подготовку, поступать в Московский университет не стал в связи с ухудшившейся внутриполитической обстановкой («Весна народов», неприятно поразившая Николая I и дело Петрашевского).
В 1853 году окончил Михайловское артиллерийское училище, где учился с 1849 года. Во время Крымской войны 1853—1856 годов в чине поручика гвардейской конной артиллерии участвовал в штурме Силистрии (ныне Силистра) и обороне Севастополя.
В 1858 году окончил Михайловскую военную артиллерийскую академию и получил место помощника секретаря Военно-учёного комитета.
В 1861 году, вышел в отставку и уехал за границу, где до 1867 года изучал химию; сначала два года у Бунзена в Гейдельберге (одновременно, слушая курс теоретической физики у Кирхгофа), затем занимался в Цюрихе у Вислиценуса и, наконец, в 1865—1866 годах — в Париже у Вюрца, где выполнил ряд исследований. В 1865—1867 годах работал ассистентом в лаборатории Реньо в Париже.
Был основателем Гейдельбергской читальни и после приезда в Россию летом 1867 года был отдан под полицейский надзор. С этого времени он отошёл от левых организаций, перейдя по своим общественным убеждениям в лагерь либерально-консервативных реформаторов. Легальной возможностью по построению новых форм жизни стала его земская деятельность.
После лечения в Крыму поселился в костромском имении отца. В сентябре 1868 года получил разрешение отправиться на остров Мадейра для лечения. Во время этой поездки женился в 1869 году в Париже на Марте Минье. После возвращения в Россию некоторое время снова жил в Костромской губернии, пока 26 августа 1869 года не был освобождён от надзора с правом жить в обеих столицах российской империи.
Вместе с братом Святославом активно участвовал в проведении земской реформы. Лугинины были крупными землевладельцами и лесозаводчиками; в своих имениях использовали новейшие передовые методы научного лесоведения, агрономии и агротехники; устраивали показательные фермы по производству молока и льна-сырца. Они стали пионерами кооперативного движения в России: создавали сыроваренные артели, кооперативные заводы по производству скипидара из древесного сырья.
В. Ф. Лугинин устроил в Санкт-Петербурге собственную частную химическую лабораторию и в 1874—1881 годах проводил в ней ряд исследований над определением теплот горения органических соединений. В 1877 году работал также в лаборатории профессора С. А. Усова в Михайловской артиллерийской академии.
В 1882 году снова уехал в Париж, где проводил исследования в собственной лаборатории до 1888 года, кода вернулся в Россию и поселился в Москве.
В 1890 году honoris causa (без защиты диссертации) получил в Московском университете степень доктора химии и в 1891 году начал свою педагогическую деятельность приват-доцентом на кафедре химии физико-математического факультета Московского университета, где на свои средства в 1891 году организовал первую в России термохимическую лабораторию; с 1899 года — сверхштатный экстраординарный профессор университета.
В 1891 году был избран почётным членом женевского «Societé des sciences physiques et naturelles», в 1904 году — почётным членом Московского университета.
С 1907 года, по состоянию здоровья, вновь жил за границей, но продолжал по переписке руководить термохимической лабораторией, которую ещё в 1903 году подарил московскому университету.
Был награждён орденами Св. Анны 3-й степени (1856), Св. Станислава 2-й степени (1899), Св. Владимира 4-й степени (1902), орденом Почётного легиона (1896), а также серебряной медалью за защиту Севастополя в 1854—1855 гг (1856).
Умер 26 октября 1911 года в Париже в своей квартире на авеню Елисейские поля, 146. Первоначально был захоронен на кладбище Батиньоль, после Второй мировой войны прах учёного был перенесён на кладбище в Сен-Клу под Парижем.

## Научная деятельность
- 1866: Работал совместно с А. Наке (Alfred Joseph Naquet) и Лицманом в лаборатории Вюрца в Париже. Получил и исследовал производные миндальной кислоты и доказал её двухфункциональность. Синтезировал бромкуминовую кислоту. Публикации этого периода:

- Наке А., Лугинин В. Ф. «Исследование строения миндальной кислоты». Comptes rendus de l’Académie des sciences (Comptes Rendus), 1866.
- Наке А., Лугинин В. Ф. «Синтез бромо-куминовой кислоты». Comptes Rendus, 1866.
- Лицман, Лугинин В. Ф. «Синтез диэтил-толуола». Comptes Rendus, 1866.

- 1867: В лаборатории Реньо в Париже провёл, совместно с Ханыковым, исследования:

- «О коэффициенте абсорбции газов под давлением и о законе Генри». Ann. de Ch. et de Phys., 1867.
- «О коэффициенте расширения ароматических углеводородов». Ann. de Ch. et de Phys., 1867.

- 1869: Работает по термохимии в Коллеж де Франс совместно с Бертло. Результатом явилась совместная статья:

- «О теплоте образования хлор- бром- и йод-ангидридов, а также ангидридов кислот жирного ряда». Ann. de Ch. et de Phys., 1876.

- 1877: В лаборатории профессора физики Н. А. Усова в Санкт-Петербурге выполнил один из своих наиболее значительных трудов:

- «О влиянии замещения атомов водорода в молекулах электро-положительными и электро-отрицательными элементами и группами на тепло, выделяемое при соединениях». Ann. de Ch. et de Phys., 1879.

- 1874—1881: Проводит в своей собственной частной лаборатории в Санкт-Петербурге исследования над определением теплот горения органических соединений. Публикует в Ann. de Ch. et de Phys. работы:

- Chaleurs de combustion des ethers de quelques acides organiques (1886);
- Chaleurs de combustion des acides gras et des quelques graisses (1887);
- Chaleurs de combustion des camphres, acide camphorique, terpinole, etc. (1889);
- Chaleurs de combustion de l’erythrite et de la mannite" (1892).

- 1893: Совместно с И. А. Каблуковым установил, что теплота присоединения брома к этиленовым углеводородам увеличивается по мере перехода от низших гомологов к высшим:

- Comptes Rendus d.s. de l’Ас. d. Sc. (1893 и 1898).

## Избранная библиография
- «Исследование строения миндальной кислоты» («Compte Rendu», 1866);
- «Синтез бромо-куминовой кислоты» и (совместно с Лицманом);
- «Синтез диэтил-толуола» (1866).
- «О коэффициенте абсорбции газов под давлением и о законе Генри» (совместно с Ханыковым, «Ann. de Chim. et d. Phys.», 1867);
- «О теплоте образования хлор- бром- и йод-ангидридов, а также ангидридов кислот жирного ряда»;
- «О влиянии замещения атомов водорода в молекулах электро-положительными и электро-отрицательными элементами и группами на тепло, выделяемое при соединениях» («Ann. de Ch. et de Phys.», 1879);
- Описание главнейших методов определения теплоты горения органических соединений. — М., 1894 (переведено в 1896 г. на немецкий язык);
- «Etude des chaleurs latentes de vaporisation des liquides» («Ann. d. Ch. et d. Phys.», 1896 и 1898);
- «Chaleurs latentes de vaporisation de quelques substances de la chimie organique à point d’éboullition élevé» (ib., 1902);
- «Etude des chaleurs latentes de vaporisation de quelques nitrites» («Arch. d. sciences phys. et nat. de Genève», 1900)
- «Краткий курс термохимии». — Москва, 1903.
- Лугинин В. Ф., Щукарев А. Н., «Руководство к калориметрии». — М.: Тип.-литогр. Т-ва Кушнерев и Ко, 1905. — VI, 185 страница;
- Труды Владимира Феодоровича Лугинина, профессора Императорского Московского университета / Под ред. А. И. Каблукова. Т. 1: Химия органическая, физическая и термохимия. — М.: изд. светл. кн. Марии Владимировны Волконской, 1917. — VIII, 475 с.
- Густав Вернер и основанная им в Рейтлингене братская община // «Отечественные записки». — 1864
- Больные места Швейцарии // «Дело». — 1868
- Практическое руководство к учреждению сельских и ремесленных банков по образцу немецких ссудных товариществ. — 1869 (совм. с Н. П. Колюпановым)
- Сельские ссудные товарищества (их устройство и назначение). — СПб.: тип. А. Котомина, 1870. — 100 с. (совм. с А. В. Яковлевым).

## Семья
Женился в Париже 6 июня 1869 года на Клементине-Марте-Луизе Минье (в России — Мария (Марфа) Петровна; 1847–1938). Их дети:
- Мария (27.04.1875[13] — ок. 1960), художница. С 26 октября 1897 года была замужем за светлейшим князем Александром Петровичем Волконским, с которым имела детей: Марию (24.03.1899—?), Петра (9.3.1901—?) и Георгия (8.1.1905[14]—?).
- Надежда (18.09.1879[15]—1930), с 1903 года её мужем был Конрад фон Мейендорф.

## Комментарии
1. ↑  Сведения в некоторых источниках о том, что Владимир Лугинин родился в самом Спасо-Хаусе не верны. Во-первых, особняк Второва построен в 1913—1915 годах. Во-вторых, изначальная усадьба князя Щербатова была разделена наследниками и частично продана Лугининым. Из оставшейся щербатовской части много лет спустя и был выделен участок для промышленника Второва. Задолго до этого Владимир Лугинин с братьями продал свою часть усадьбы. Одним из последующих владельцев был князь Н. Е. Голицын[2].